# Baltic Cup 1937
Baltic Cup 1937 – turniej towarzyski Baltic Cup 1937, odbył się w dniach 3 - 5 września 1936 roku w Kownie na Litwie. W turnieju tradycyjnie wzięły udział trzy zespoły: reprezentacja gospodarzy, Łotwy i Estonii.

## Mecze
| 3 września |  | Litwa | 1 | - | 5 | Łotwa |

Mecz Litwa - Łotwa był jednocześnie spotkaniem eliminacyjnym do mistrzostw świata 1938.
| 4 września |  | Estonia | 1 | - | 1 | Łotwa |

| 5 września |  | Litwa | 0 | - | 4 | Estonia |

## Końcowa tabela
| M | Reprezentacja | L.m. | Zw. | Rem. | Por. | Bramki | R.br. | Pkt |
| 1 | Łotwa         | 2    | 1   | 1    | 0    | 6:2    | +4    | 3   |
| 2 | Estonia       | 2    | 1   | 1    | 0    | 5:1    | +4    | 3   |
| 3 | Litwa         | 2    | 0   | 0    | 2    | 1:9    | -8    | 0   |

Sprawę mistrzostwa turnieju rozstrzygnął dodatkowy mecz Łotwa - Estonia:
| 7 września |  | Łotwa | 2 | - | 0 | Estonia |

Triumfatorem turnieju Baltic Cup 1937 został zespół Łotwy.